# Ceresium interiectum
Ceresium interiectum är en skalbaggsart som beskrevs av Holzschuh 1995. Ceresium interiectum ingår i släktet Ceresium och familjen långhorningar. Inga underarter finns listade i Catalogue of Life.